# 1993 في الولايات المتحدة
فيما يلي قوائم الأحداث التي وقعت خلال عام 1993 في الولايات المتحدة.

## أحداث
- 26 فبراير – تفجير مركز التجارة العالمي 1993

## سياسة

### تعيين في المنصب
- 1 يناير – بيتر روسكام عضو مجلس نواب إلينوي.
- 1 يناير – توم جونسون عضو مجلس نواب إلينوي.
- 1 يناير – ج. ه. بينفورد بيي الثالث نائب رئيس أركان جيش الولايات المتحدة [الإنجليزية]‏.
- 1 يناير – شارلي كريست عضو مجلس ولاية فلوريدا.
- 1 يناير – غوين مور عضو مجلس ولاية ويسكونسن.
- 1 يناير – لين وستمورلند عضو مجلس نواب جورجيا.
- 3 يناير – آنا إيشو عضو مجلس النواب الأمريكي.
- 3 يناير – بوب دورنان عضو مجلس النواب الأمريكي.
- 3 يناير – بيتر كينغ عضو مجلس النواب الأمريكي.
- 3 يناير – توم كامبل عضو مجلس ولاية كاليفورنيا.
- 3 يناير – توم لانتوس عضو مجلس النواب الأمريكي.
- 3 يناير – ديرك كيمبثورن عضو مجلس الشيوخ الأمريكي.
- 3 يناير – روس فينغولد عضو مجلس الشيوخ الأمريكي.
- 3 يناير – ستيف باير عضو مجلس النواب الأمريكي.
- 3 يناير – سينثيا ماكيني عضو مجلس النواب الأمريكي.
- 3 يناير – ماريا كانتويل عضو مجلس النواب الأمريكي.
- 3 يناير – نورمان مينيتا عضو مجلس النواب الأمريكي.
- 3 يناير – نيك سميث عضو مجلس النواب الأمريكي.
- 4 يناير – تيد كولونجوسكي Oregon Attorney General [الإنجليزية]‏.
- 4 يناير – مايكل أوكرلوند ليفيت حاكم يوتا  [لغات أخرى]‏.
- 9 يناير – جيم هنت حاكم كارولينا الشمالية [الإنجليزية]‏.
- 13 يناير – بيتر فيتزجيرالد عضو مجلس ولاية إلينوي.
- 19 يناير – توم كاربر حاكم ولاية ديلاوير [الإنجليزية]‏.
- 19 يناير – روث آن مينر نائب حاكم ولاية ديلاوير [الإنجليزية]‏.
- 20 يناير – أنتوني ليك مستشار الأمن القومي الأمريكي.
- 20 يناير – بيل كلينتون رئيس الولايات المتحدة.
- 20 يناير – دي دي مايرز السكرتير الصحفي للبيت الأبيض.
- 20 يناير – رام ايمانويل كبير مستشاري رئيس الولايات المتحدة [الإنجليزية]‏.
- 20 يناير – روبرت رايخ وزير العمل الأمريكي.
- 20 يناير – لويد بنتسن وزير الخزانة الأمريكي.
- 20 يناير – هيلاري كلينتون السيدة الأولى للولايات المتحدة.
- 20 يناير – وارن كريستوفر وزير الخارجية الأمريكي.
- 21 يناير – فيديريكو بينيا وزير النقل الأمريكي.
- 22 يناير – بروس بابيت وزير داخلية الولايات المتحدة.
- 22 يناير – دونا شلالا وزير الصحة والخدمات الإنسانية الأمريكي.
- 22 يناير – رون براون وزير التجارة الأمريكي.
- 22 يناير – هازل آر أوليري وزير الطاقة الأمريكي.
- 22 يناير – هنري سيسنيروس وزير الإسكان والتنمية المدنية (الولايات المتحدة).
- 11 مارس – جانيت رينو نائب عام الولايات المتحدة.
- 7 مايو – أرسكين بولز مدير إدارة الأعمال الصغيرة.
- 1 سبتمبر – لويس فريه رئيس مكتب التحقيقات الفيدرالي.
- 20 نوفمبر – مايك هاكابي نائب حاكم أركنساس [الإنجليزية]‏.

### انتهاء فترة المنصب
- 1 يناير – إد رويس عضو مجلس ولاية كاليفورنيا.
- 1 يناير – جون م. ماكهيو عضو مجلس ولاية نيويورك.
- 1 يناير – جيف سيشنز وكيل وزارة العدل الأميركية.
- 1 يناير – جيم غيبونز عضو المجلس النيابي لولاية نيفادا.
- 1 يناير – دينيس رايمر نائب رئيس أركان جيش الولايات المتحدة [الإنجليزية]‏.
- 1 يناير – نيك سميث عضو مجلس ولاية ميشيغان.
- 2 يناير – آل جور عضو مجلس الشيوخ الأمريكي.
- 3 يناير – آلان ج. ديكسون عضو مجلس الشيوخ الأمريكي.
- 3 يناير – بروك ادامز عضو مجلس الشيوخ الأمريكي.
- 3 يناير – توم لانتوس عضو مجلس النواب الأمريكي.
- 3 يناير – تيري سانفورد عضو مجلس الشيوخ الأمريكي.
- 3 يناير – روس فينغولد عضو مجلس ولاية ويسكونسن.
- 7 يناير – جيم دوغلاس Secretary of State of Vermont [الإنجليزية]‏.
- 11 يناير – جون آشكروفت حاكم ميسوري  [لغات أخرى]‏.
- 11 يناير – ماريا كانتويل عضو مجلس نواب واشنطن.
- 19 يناير – جاك كمب وزير الإسكان والتنمية المدنية (الولايات المتحدة).
- 20 يناير – أندرو كارد وزير النقل الأمريكي.
- 20 يناير – انتوني برينسيبي وزير شؤون المحاربين القدامى في الولايات المتحدة.
- 20 يناير – باربرا بوش السيدة الأولى للولايات المتحدة.
- 20 يناير – برنت سكوكروفت مستشار الأمن القومي الأمريكي.
- 20 يناير – جورج بوش الأب رئيس الولايات المتحدة.
- 20 يناير – ديك تشيني وزير الدفاع الأمريكي.
- 20 يناير – روبرت غيتس مدير الاستخبارات المركزية.
- 20 يناير – شون تشارلز أوكيف الأمين العام.
- 20 يناير – كين ستار النائب العام للولايات المتحدة [الإنجليزية]‏.
- 20 يناير – لامار ألكسندر وزير التعليم الأمريكي.
- 20 يناير – لورانس ايغلبرغر وزير الخارجية الأمريكي.
- 20 يناير – لويد بنتسن عضو مجلس الشيوخ الأمريكي.
- 20 يناير – لويس سوليفان واد وزير الصحة والخدمات الإنسانية الأمريكي.
- 20 يناير – مارلن فيتزواتر السكرتير الصحفي للبيت الأبيض.
- 20 يناير – مانويل لوجان وزير داخلية الولايات المتحدة.
- 20 يناير – وليام بي بر نائب عام الولايات المتحدة.
- 30 سبتمبر – كولن باول رئيس هيئة الأركان المشتركة الأمريكية.

## رياضة
- 1 يناير – أمريكا المفتوحة 1993

## ظهور
- 1 يناير – إميديات ميوزيك
- 1 يناير – بابا روتش
- 1 يناير – باكستريت بويز
- 1 يناير – جيمي إيت وورلد
- 1 يناير – غاربيج
- 1 يناير – كورن
- 1 فبراير – أول أبولوجيز

## أفلام
من الأفلام التي صدرت هذه السنة في الولايات المتحدة:
- 1 يناير – آخر الموهيكان من إخراج مايكل مان.
- 1 يناير – الابن الصالح من إخراج جوزيف روبن.
- 1 يناير – التلاشى من إخراج جورج سلوزر [الإنجليزية]‏.
- 1 يناير – الحصاد من إخراج David Marconi [الإنجليزية]‏.
- 1 يناير – الدرجات الست للانفصال من إخراج فرد شيبيسي.
- 1 يناير – الناجين من إخراج فرانك مارشال (ممثل).
- 1 يناير – النهر يجري من خلالها من إخراج روبرت ريدفورد.
- 1 يناير – بوذا الصغير من إخراج برناردو برتولوتشي.
- 1 يناير – بويتيك جاستيس من إخراج جون سينغلتون.
- 1 يناير – تجربة فيلادلفيا الثانية من إخراج Stephen Cornwell ‏.
- 1 يناير – تحت الحصار من إخراج أندرو دايفيز.
- 1 يناير – جيسون يذهب إلى الجحيم الجمعة الأخيرة من إخراج آدم ماركوس.
- 1 يناير – حياة هذا الفتى من إخراج مايكل كايتون-جونز.
- 1 يناير – ديدفل من إخراج كريستوفر كوبولا.
- 1 يناير – روبي في الجنة من إخراج فيكتور نونيز (مخرج).
- 1 يناير – سايبورغ 2 من إخراج Michael Schroeder [الإنجليزية]‏.
- 1 يناير – عاموس واندرو من إخراج اريك ماكس فراي.
- 1 يناير – عصر البراءة من إخراج مارتن سكورسيزي.
- 1 يناير – عطر امرأة من إخراج مارتن بريست.
- 1 يناير – في خط النار من إخراج ولفغانغ بيترسن.
- 1 يناير – قضية البجع من إخراج آلان باكولا [الإنجليزية]‏.
- 1 يناير – ليبريكون من إخراج مارك جونز.
- 1 يناير – ما الذي يضايق غيلبرت غريب من إخراج لاسي هالستروم.
- 1 يناير – مالكوم إكس من إخراج سبايك لي.
- 12 فبراير – يوم جراوندهوج من إخراج هارولد راميس.
- 5 مارس – أطفال سوينغ من إخراج توماس كارتر.
- 19 مارس – سلاحف النينجا 3 من إخراج ستيوارت جيلارد.
- 22 مارس – المستقنع السري من إخراج Michael Pressman [الإنجليزية]‏.
- 18 أبريل – روبوكوب 3 من إخراج فرد ديكر.
- 28 مايو – سوبر ماريو برذرز من إخراج ديان سيملر [الإنجليزية]‏، Annabel Jankel [الإنجليزية]‏، روكي مورتون، رولاند جوفي.
- 28 مايو – صنع في أمريكا من إخراج ريتشارد بنيامين.
- 28 مايو – نهاية مشوقة من إخراج ريني هارلن.
- 11 يونيو – حديقة جوراسية من إخراج ستيفن سبيلبرغ.
- 25 يونيو – الساهر في سياتل من إخراج نورا أفرون.
- 6 أغسطس – الهارب من إخراج أندرو دايفيز.
- 5 نوفمبر – بقايا اليوم من إخراج جيمس أيفوري.
- 13 نوفمبر – دراكولا من إخراج فرانسيس فورد كوبولا.
- 24 نوفمبر – السيدة داوتفاير من إخراج كريس كولومبوس.
- 24 نوفمبر – جوش وسام من إخراج بيلي ويبر.
- 25 نوفمبر – الحارس الشخصي من إخراج ميك جاكسون (مخرج أفلام).
- 3 ديسمبر – امرأة خطرة من إخراج ستيفن جيلينهال.
- 9 ديسمبر – القليل من الرجال الفاضلين من إخراج روب راينر.
- 12 ديسمبر – باسم الأب من إخراج جيم شيريدان.
- 15 ديسمبر – قائمة شندلر من إخراج ستيفن سبيلبرغ.
- 22 ديسمبر – فيلادلفيا من إخراج جوناثان ديم.

## برامج ومسلسلات وأنمي
- غارفيلد والأصدقاء
- أبناء توم وجيري
- تايني تون

## موسيقى

### أغاني
من الأغاني التي صدرت هذه السنة في الولايات المتحدة:
- 1 يناير – مات مبكرا جدا من غناء مايكل جاكسون.
- 20 فبراير – ليس لدي أي شيء من غناء ويتني هيوستن.

## كتب
من الكتب التي صدرت هذه السنة في الولايات المتحدة:
- 1 يناير – الخوف البدائي من تأليف وليم ديل.
- 1 يناير – القناع المسكون من تأليف أر.أل ستاين.
- 1 يناير – النعم من تأليف دانيال ستيل.
- 1 يناير – مذكرات فتاة قوطعت من تأليف سوزانا كايسن.
- 1 يناير – يهز الكلب من تأليف Larry Beinhart [الإنجليزية]‏.

## مواليد

### يناير
- 1 يناير – لاري نانس جونيور لاعب كرة سلة أمريكي.
- 2 يناير – برايسون تيلير مغني أمريكي.
- 3 يناير – كيفن وير لاعب كرة سلة أمريكي.
- 4 يناير – جيمس مايكل مكادو لاعب كرة سلة أمريكي.
- 6 يناير – بات كونوتون
- 12 يناير – مايك ريد ملاكم من الولايات المتحدة الأمريكية.
- 21 يناير – كريس كاب
- 22 يناير – ترافيس تريس لاعب كرة سلة أمريكي.
- 24 يناير – جازمون غواثمي
- 27 يناير – تارو دانيال لاعب كرة مضرب ياباني.
- 28 يناير – ألان ويليامز لاعب كرة سلة أمريكي.
- 28 يناير – سبيدي سميث لاعب كرة سلة أمريكي.
- 29 يناير – شون لونغ لاعب كرة سلة أمريكي.

### فبراير
- 1 فبراير – براندن داوسون لاعب كرة سلة أمريكي.
- 2 فبراير – ماكس لانديس لاعب كرة سلة أمريكي.
- 5 فبراير – كاسون راندل لاعب كرة سلة أمريكي.
- 6 فبراير – تيناشي
- 7 فبراير – ديفيد دورفمان ممثل أمريكي.
- 7 فبراير – غريغ ويتنغتون لاعب كرة سلة من الولايات المتحدة الأمريكية.
- 8 فبراير – شون ديفيس لاعب كرة قدم أمريكي.
- 9 فبراير – كي جي مكدانيلز لاعب كرة سلة أمريكي.
- 9 فبراير – ماركوس ثورنتون لاعب كرة سلة من الولايات المتحدة الأمريكية.
- 11 فبراير – بن مكليموري لاعب كرة سلة أمريكي.
- 12 فبراير – جينيفر ستون ممثلة أمريكية.
- 14 فبراير – شاين هاربر
- 18 فبراير – كينتافيوس كالدويل بوب لاعب كرة سلة أمريكي.
- 19 فبراير – باتريك جونسون ممثل أمريكي.
- 19 فبراير – فيكتوريا جاستيس
- 25 فبراير – مايلز ماك لاعب كرة سلة من الولايات المتحدة الأمريكية.
- 26 فبراير – كاليب تارشفسكي لاعب كرة سلة من الولايات المتحدة الأمريكية.
- 27 فبراير – تاشون توماس لاعب كرة سلة من الولايات المتحدة الأمريكية.
- 28 فبراير – ماركيز تيج لاعب كرة سلة أمريكي.

### مارس
- 3 مارس – نيكول غيبس لاعبة كرة مضرب أمريكية.
- 4 مارس – بوبي كريستينا براون
- 6 مارس – مالكولم ميلر لاعب كرة سلة أمريكي.
- 10 مارس – أوكتافيوس إليس
- 11 مارس – أنطوني ديفيس لاعب كرة سلة أمريكي.
- 15 مارس – اريانا ماري
- 20 مارس – جاكر سامبسون لاعب كرة سلة أمريكي.
- 20 مارس – سلون ستيفنز لاعبة كرة مضرب أمريكية.
- 23 مارس – كوين كوك لاعب كرة سلة أمريكي.
- 25 مارس – أدونيس توماس لاعب كرة سلة من الولايات المتحدة الأمريكية.
- 26 مارس – ويس واشبون لاعب كرة سلة أمريكي.
- 30 مارس – رون بيكر لاعب كرة سلة أمريكي.
- 30 مارس – كياه ستوكس لاعبة كرة سلة أمريكية.

### أبريل
- 4 أبريل – فرانك كامينسكي لاعب كرة سلة من الولايات المتحدة الأمريكية.
- 5 أبريل – سكوتي ويلبيكين لاعب كرة سلة أمريكي.
- 6 أبريل – سبنسر دينويدي لاعب كرة سلة أمريكي.
- 7 أبريل – كيوي غاردنر لاعب كرة سلة أمريكي.
- 13 أبريل – توني روتين لاعب كرة سلة من الولايات المتحدة الأمريكية.
- 14 أبريل – غراهام فيليبس ممثل أمريكي.
- 16 أبريل – تشانس ذا رابر
- 21 أبريل – هداية ملاك لاعبة تايكوندو مصرية.
- 29 أبريل – بروك كرين درّاجة طريق من الولايات المتحدة الأمريكية.
- 29 أبريل – ستيفن ماكسويل

### مايو
- 4 مايو – دوريان فيني سميث لاعب كرة سلة من الولايات المتحدة الأمريكية.
- 9 مايو – يوغي فاريل لاعب كرة سلة أمريكي.
- 10 مايو – سبنسر فوكس ممثل أمريكي.
- 10 مايو – هلستون سيج ممثلة أمريكية.
- 11 مايو – أرون ميلر
- 11 مايو – موريس هركلس لاعب كرة سلة أمريكي.
- 13 مايو – ديبي رايان
- 14 مايو – ميراندا كوسجروف
- 19 مايو – جارود أوثوف لاعب كرة سلة أمريكي.
- 22 مايو – تشارلز جاكسون
- 23 مايو – كاميرون بوتر لاعب كرة قدم من الولايات المتحدة الأمريكية.
- 25 مايو – أندرو أندروز لاعب كرة سلة أمريكي.
- 25 مايو – نورمان باول لاعب كرة سلة أمريكي.
- 27 مايو – أليكس هاردن لاعبة كرة سلة من الولايات المتحدة الأمريكية.
- 27 مايو – جالين جونز لاعب كرة سلة من الولايات المتحدة الأمريكية.
- 29 مايو – مايكا مونرو ممثلة أمريكية.

### يونيو
- 1 يونيو – جوني أوبريانت لاعب كرة سلة أمريكي.
- 1 يونيو – ريشاندا غراي لاعبة كرة سلة من الولايات المتحدة الأمريكية.
- 3 يونيو – أوتو بورتر لاعب كرة سلة أمريكي.
- 3 يونيو – صابرينا باسترسكي فيزيائية كوبية.
- 7 يونيو – أماندا ليتون
- 7 يونيو – جوردان فري ممثل أمريكي.
- 7 يونيو – دانويل هاوس لاعب كرة سلة أمريكي.
- 11 يونيو – بريتاني بويد لاعبة كرة سلة أمريكية.
- 11 يونيو – دانيال فلاهرتي
- 17 يونيو – جورج نيانغ لاعب كرة سلة أمريكي.
- 23 يونيو – إليزابيث ويليامز لاعبة كرة سلة أمريكية.
- 26 يونيو – أريانا غراندي
- 28 يونيو – برادلي بيل لاعب كرة سلة أمريكي.
- 29 يونيو – لورينزو جيمس هنري ممثل أمريكي.

### يوليو
- 8 يوليو – بريانا كيسيل لاعبة كرة سلة أمريكية.
- 8 يوليو – غرانت جيريت لاعب كرة سلة أمريكي.
- 9 يوليو – دي أندري يدلن لاعب كرة قدم أمريكي.
- 9 يوليو – ياكوب باركر لاعب كرة سلة أمريكي.
- 11 يوليو – ريبيكا بروس لاعبة جمباز فني من الولايات المتحدة الأمريكية.
- 13 يوليو – جوش سكوت
- 15 يوليو – راشيل بنهام لاعبة كرة سلة أمريكية.
- 17 يوليو – تايلر هارفي لاعب كرة سلة أمريكي.
- 19 يوليو – بليك ديتريك لاعبة كرة سلة أمريكية.
- 19 يوليو – بيورن فراتانجيلو لاعب كرة مضرب أمريكي.
- 23 يوليو – برين فوربس لاعب كرة سلة من الولايات المتحدة الأمريكية.
- 26 يوليو – إليزابيث جيليس
- 26 يوليو – تايلور مومسن

### أغسطس
- 1 أغسطس – ليون توماس الثالث
- 2 أغسطس – غايب يورك لاعب كرة سلة أمريكي.
- 7 أغسطس – بي جاي جاكوبسن متسابق دراجات نارية من الولايات المتحدة الأمريكية.
- 8 أغسطس – دي أنجيلو هاريسون لاعب كرة سلة أمريكي.
- 9 أغسطس – رايديل لينش موسيقية أمريكية.
- 10 أغسطس – أندريه دروموند لاعب كرة سلة أمريكي.
- 10 أغسطس – كايمان توغاشي لاعب كرة قدم ياباني.
- 11 أغسطس – اليسون ستونر
- 18 أغسطس – ويلي كاولي شتاين لاعب كرة سلة من الولايات المتحدة الأمريكية.
- 26 أغسطس – كيكي بالمر
- 29 أغسطس – لوكاس كروكشانك ممثل أمريكي.
- 31 أغسطس – أسكيا بوكر لاعب كرة سلة أمريكي.

### سبتمبر
- 1 سبتمبر – ميغان نيكول
- 4 سبتمبر – مارك يين توان مغني أمريكي.
- 5 سبتمبر – تي جاي وارن لاعب كرة سلة أمريكي.
- 6 سبتمبر – أليكس بويثريس لاعب كرة سلة أمريكي.
- 9 سبتمبر – تشارلي ستيوارت ممثل أمريكي.
- 9 سبتمبر – لورين كلينتون ممثلة أمريكية.
- 11 سبتمبر – ماركوس بيج لاعب كرة سلة أمريكي.
- 14 سبتمبر – بيري إليس لاعب كرة سلة من الولايات المتحدة الأمريكية.
- 15 سبتمبر – جاي بي توكوتو لاعب كرة سلة أمريكي.
- 15 سبتمبر – جوش ريتشاردسون لاعب كرة سلة أمريكي.
- 18 سبتمبر – باتريك شوارزنيجر
- 20 سبتمبر – كايل أندرسون لاعب كرة سلة من الولايات المتحدة الأمريكية.
- 22 سبتمبر – تشيس إليسون ممثل أمريكي.
- 23 سبتمبر – زاك تايلر إيسن ممثل أمريكي.
- 26 سبتمبر – مايكل كيد جيلكريست لاعب كرة سلة أمريكي.
- 27 سبتمبر – إيزابيل هاريسون لاعبة كرة سلة من الولايات المتحدة الأمريكية.
- 27 سبتمبر – مونيكا بويغ لاعبة كرة مضرب بورتوريكية.
- 30 سبتمبر – سييرا بورديك لاعبة كرة سلة من الولايات المتحدة الأمريكية.

### أكتوبر
- 2 أكتوبر – إليزابيث ماكلولين ممثلة أمريكية.
- 2 أكتوبر – تارا لين البر ممثلة أمريكية.
- 5 أكتوبر – جويل لويد لاعبة كرة سلة أمريكية.
- 6 أكتوبر – ديريك جونز جونيور لاعب كرة سلة من الولايات المتحدة الأمريكية.
- 6 أكتوبر – كاميرون كينيدي ممثل كندي.
- 8 أكتوبر – انغوس تيرنر جونز
- 8 أكتوبر – مولي كوين ممثلة أمريكية.
- 9 أكتوبر – لورين ديفيس لاعبة كرة مضرب أمريكية.
- 13 أكتوبر – تيفاني ترامب شخصية إنترنت أمريكية وبنت دونالد ترامب ومارلا مابلز.
- 19 أكتوبر – ريتشاون هولمز لاعب كرة سلة أمريكي.
- 20 أكتوبر – هنتر كينغ
- 22 أكتوبر – عمر آدم مغني إسرائيلي.
- 24 أكتوبر – آر جاي هنتر لاعب كرة سلة أمريكي.
- 29 أكتوبر – إنديا آيسلي ممثلة أمريكية.
- 29 أكتوبر – تريفون غراهام لاعب كرة سلة أمريكي.

### نوفمبر
- 3 نوفمبر – كالينا موسكويدا لويس لاعبة كرة سلة أمريكية.
- 8 نوفمبر – لورين يونغ
- 13 نوفمبر – جوليا مايكلز
- 16 نوفمبر – بيت ديفيدسون
- 16 نوفمبر – دينزل فالنتاين لاعب كرة سلة أمريكي.
- 18 نوفمبر – جيرالد بيفرلي لاعب كرة سلة أمريكي.
- 19 نوفمبر – جوستين أندرسون لاعب كرة سلة من الولايات المتحدة الأمريكية.

### ديسمبر
- 3 ديسمبر – كايل جين بابتيست ممثل أمريكي.
- 8 ديسمبر – آناصوفيا روب
- 13 ديسمبر – دانيال كولينز لاعبة كرة مضرب من الولايات المتحدة الأمريكية.
- 15 ديسمبر – دانيال أوشيفو لاعب كرة سلة من الولايات المتحدة الأمريكية.
- 17 ديسمبر – كيرسي كليمونس
- 22 ديسمبر – إلينا لوهان
- 22 ديسمبر – ميغان تراينور
- 30 ديسمبر – كيايفر سايكس لاعب كرة سلة من الولايات المتحدة الأمريكية.

## وفيات

### يناير
- 1 يناير – أنجيلو كروز (مواليد 1958) لاعب كرة سلة بورتوريكي.
- 1 يناير – بيتر بيتراس (مواليد 1908) لاعب كرة قدم أمريكي.
- 1 يناير – جورج ستون (مواليد 1946) لاعب كرة سلة أمريكي.
- 1 يناير – كارل موريس (مواليد 1911) رسام أمريكي.
- 6 يناير – ديزي غيليسبي (مواليد 1917)
- 13 يناير – دومينغو أرويو الإبن (مواليد 1971)
- 13 يناير – هيلين جيه. كانتور (مواليد 1919)
- 16 يناير – غلين كوربيت (مواليد 1933) ممثل أمريكي.
- 22 يناير – جيم بولارد (مواليد 1922)
- 24 يناير – ثورغود مارشال (مواليد 1908)
- 28 يناير – هيلين سوير هوغ (مواليد 1905)

### فبراير
- 5 فبراير – جوزيف مانكيفيتس (مواليد 1909)
- 6 فبراير – أرثر أش (مواليد 1943) لاعب كرة مضرب أمريكي.
- 11 فبراير – روبرت هولي (مواليد 1922)
- 19 فبراير – برنار ت فيلد (مواليد 1919) عالم نووي من الولايات المتحدة الأمريكية.
- 21 فبراير – هارفي كورتزمان (مواليد 1924)
- 27 فبراير – ليليان غيش (مواليد 1893)

### مارس
- 7 مارس – وايتي كاشان (مواليد 1925) لاعب كرة سلة أمريكي.
- 8 مارس – دون باركسدال (مواليد 1923) لاعب كرة سلة من الولايات المتحدة الأمريكية.
- 15 مارس – ريكاردو أرياس (مواليد 1912)
- 17 مارس – هيلين هيز (مواليد 1900)
- 20 مارس – روبرت بيرنهام (مواليد 1931) عالم فلك أمريكي.
- 26 مارس – روبن فاين (مواليد 1914)
- 31 مارس – براندون لي (مواليد 1965) براندو لي.

### أبريل
- 8 أبريل – ماريان أندرسون (مواليد 1897)
- 11 أبريل – جانيت براج (مواليد 1907)
- 15 أبريل – ويليام باكويل (مواليد 1908)
- 19 أبريل – ديفيد كوريش (مواليد 1959)
- 23 أبريل – سيزار تشافيز (مواليد 1927)
- 27 أبريل – أوين ويلز (مواليد 1950) لاعب كرة سلة أمريكي.

### مايو
- 4 مايو – فرانك كوديلكا (مواليد 1925) لاعب كرة سلة أمريكي.
- 13 مايو – كينيث جونز (مواليد 1938)
- 22 مايو – هربرت كالين (مواليد 1919) فيزيائي أمريكي.
- 29 مايو – بيلي كون (مواليد 1917) ملاكم من الولايات المتحدة الأمريكية.
- 30 مايو – صن رع (مواليد 1914)

### يونيو
- 3 يونيو – جو فورتنبيري (مواليد 1911) لاعب كرة سلة من الولايات المتحدة الأمريكية.
- 5 يونيو – كونواي تويتي (مواليد 1933)
- 5 يونيو – مايك بلوم (مواليد 1915) لاعب كرة سلة أمريكي.
- 10 يونيو – ريتشارد ويب (مواليد 1915) ممثل أمريكي.
- 13 يونيو – ديك سلايتون (مواليد 1924) رائد فضاء أمريكي.
- 15 يونيو – بتي سكالزو (مواليد 1917) ملاكم من الولايات المتحدة الأمريكية.
- 15 يونيو – جون كونالي (مواليد 1917) سياسي أمريكي.
- 22 يونيو – بات نيكسون (مواليد 1912)

### يوليو
- 2 يوليو – فريد جوين (مواليد 1926)
- 3 يوليو – جو ديريتا (مواليد 1909)
- 9 يوليو – هنري هازليت (مواليد 1894) صحفي أمريكي.
- 15 يوليو – ديفيد براين (مواليد 1914)
- 15 يوليو – كلارنس زينر (مواليد 1905) فيزيائي أمريكي.
- 25 يوليو – نان غراي (مواليد 1918) ممثلة من الولايات المتحدة الأمريكية.
- 26 يوليو – ماثيو ريدجواي (مواليد 1895) سياسي أمريكي.
- 27 يوليو – ريجي لويس (مواليد 1965) لاعب كرة سلة أمريكي.
- 30 يوليو – إدوارد إلسورث جونز (مواليد 1927) عالم نفس أمريكي.

### أغسطس
- 3 أغسطس – ألوين هوارد غنتري (مواليد 1945) عالم نبات أمريكي.
- 4 أغسطس – جاك دوان (مواليد 1921) لاعب كرة سلة أمريكي.
- 8 أغسطس – هاري بيلافر (مواليد 1905) ممثل أمريكي.
- 15 أغسطس – جوني براتون (مواليد 1927) ملاكم من الولايات المتحدة الأمريكية.
- 16 أغسطس – كيتي جوينر (مواليد 1916) مهندسة من الولايات المتحدة الأمريكية.
- 19 أغسطس – دونالد وليام كيرست (مواليد 1911)
- 26 أغسطس – روي رايموند (مواليد 1947) رائد أعمال من الولايات المتحدة الأمريكية.
- 30 أغسطس – ريتشارد جوردن (مواليد 1937)

### سبتمبر
- 9 سبتمبر – هيلين أوكونيل (مواليد 1920)
- 17 سبتمبر – جيمس غريفيث (مواليد 1916)
- 19 سبتمبر – آرت بوريس (مواليد 1924) لاعب كرة سلة أمريكي.
- 27 سبتمبر – جيمس دوليتل (مواليد 1896)
- 29 سبتمبر – جوردون دوغلاس (مواليد 1907) مخرج أفلام أمريكي.

### أكتوبر
- 1 أكتوبر – مقتل بولي كلاس (مواليد 1981)
- 6 أكتوبر – أندرو أوغسطين كافري (مواليد 1920)
- 12 أكتوبر – ليون أميز (مواليد 1902)
- 16 أكتوبر – أرني أوليفر (مواليد 1907)
- 25 أكتوبر – فينسنت برايس (مواليد 1911) ممثل أمريكي.
- 29 أكتوبر – جون وليام براون (مواليد 1913) سياسي من الولايات المتحدة الأمريكية.
- 31 أكتوبر – إدوين ووكر (مواليد 1909) عسكري من الولايات المتحدة الأمريكية.
- 31 أكتوبر – ريفر فوينكس (مواليد 1970)

### نوفمبر
- 7 نوفمبر – تشارلز إيدمان (مواليد 1925)
- 12 نوفمبر – هاري روبنز هالدمان (مواليد 1926) سياسي أمريكي.
- 18 نوفمبر – أندريه روبرت (مواليد 1929) عالم أرصاد من الولايات المتحدة الأمريكية.
- 21 نوفمبر – بيل بيكسبي (مواليد 1934)
- 28 نوفمبر – روبرت هوكينز (مواليد 1954) لاعب كرة سلة أمريكي.

### ديسمبر
- 4 ديسمبر – فرانك زابا (مواليد 1940)
- 6 ديسمبر – دون أميتشي (مواليد 1908) ممثل أمريكي.
- 7 ديسمبر – روبرت تافت الابن (مواليد 1917) سياسي أمريكي.
- 18 ديسمبر – ستيف جيمس (مواليد 1952) ممثل أمريكي.
- 20 ديسمبر – ويلي دريبار (مواليد 1969) ممثل أمريكي.
- 20 ديسمبر – ويليام ديمنغ (مواليد 1900)
- 22 ديسمبر – دون ديفور (مواليد 1913)
- 28 ديسمبر – هوارد كين (مواليد 1926) ممثل أمريكي.
- 28 ديسمبر – وليام شيرر (مواليد 1904) صحفي أمريكي.
- 31 ديسمبر – بوب جونسون (مواليد 1920)
- 31 ديسمبر – توماس واتسون الابن (مواليد 1914)